# Бриан, Джимми
Джимми́ Жюлье́н Бриа́н (фр. Jimmy Julien Briand; род. 2 августа 1985, Витри-сюр-Сен) — французский футболист, нападающий. Выступал за сборную Франции.

## Ранние годы
Бриан родился недалеко от Парижа в семье выходцев с Антильских островов. Первым клубом в его карьере стал «Иври», в юношескую команду которого Джимми пришёл в семь лет и оставался там до тринадцати лет. В 1998 году он перешёл в академию Клерфонтена. По прибытии Джимми подписал договор с «Ренном» о присоединении к клубу после трехлетней подготовки в Клерфонтене. В академии он заработал хорошие отзывы и сравнения с Тьерри Анри. Вскоре Бриан начал играть за юниорскую сборную Франции, где стал постоянным членом

## Клубная карьера
В 2001 году Джимми перешёл в академию «Ренна». Там он быстро начал привлекать внимание многих ведущих европейских клубов, в частности, «Манчестер Юнайтед», тренер которого Алекс Фергюсон лично приехал посмотреть на Бриана в марте 2003. Несколько недель спустя, 20 мая 2003, он дебютировал в Лиге 1 выйдя на замену в матче против ПСЖ при тренере Вахиде Халилходжиче. Несколько дней спустя он, вместе с Йоанном Гуркюффом и Жаком Фати выиграл Кубок Гамбарделля в составе юношеской команды «Ренна». В финале был обыгран «Страсбур» со счетом 4:1, Бриан отличился один раз. В январе 2004 он подписал с клубом профессиональный контракт. Несколько последующих сезонов Джимми провел в запасе, основным игроком он стал только в сезоне 2005/06. Два последующих сезона игрок провел в стартовом составе и без травм, но 26 марта 2009, находясь на тренировке со сборной Франции, порвал крестообразные связки и выбыл из строя на 6 месяцев.
14 июня 2010 года президент лионского «Олимпика» Жан-Мишель Оля объявил о приобретении Бриана. Контракт подписан на 4 года, сумма трансфера составила 6 миллионов евро.
22 августа 2014 года Бриан подписал контракт с «Ганновером» на 1 год.
3 августа 2015 года Бриан вернулся в чемпионат Франции и присоединился к «Генгаму».

## Национальная сборная
С 2004 по 2006 год выступал за молодёжную сборную Франции и в её составе принимал участие в чемпионате Европы среди молодёжных команд 2006. Первый раз в сборную Франции Бриан был вызван 24 мая 2007 на матчи отбора на ЕВРО-2008 против Грузии и Украины, но на поле не вышел. Дебютировал в сборной 11 октября 2008 в матче против Румынии.

## Достижения
«Лион»
- Обладатель Кубка Франции (1): 2012
- Обладатель Суперкубка Франции (1): 2012

## Статистика
| Клуб                    | Сезон                   | Национальный чемпионат  | Национальный чемпионат | Национальный чемпионат | Национальные кубки | Национальные кубки | Континентальные кубки | Континентальные кубки | Всего | Всего |
| Клуб                    | Сезон                   | Лига                    | Игры                   | Голы                   | Игры               | Голы               | Игры                  | Голы                  | Игры  | Голы  |
| ----------------------- | ----------------------- | ----------------------- | ---------------------- | ---------------------- | ------------------ | ------------------ | --------------------- | --------------------- | ----- | ----- |
| Ренн                    | 2002/03                 | Лига 1                  | 1                      | 0                      | 0                  | 0                  | 0                     | 0                     | 1     | 0     |
| Ренн                    | 2003/04                 | Лига 1                  | 7                      | 1                      | 3                  | 1                  | 0                     | 0                     | 10    | 2     |
| Ренн                    | 2004/05                 | Лига 1                  | 10                     | 0                      | 3                  | 0                  | 0                     | 0                     | 13    | 0     |
| Ренн                    | 2005/06                 | Лига 1                  | 29                     | 3                      | 6                  | 1                  | 5                     | 1                     | 40    | 5     |
| Ренн                    | 2006/07                 | Лига 1                  | 35                     | 9                      | 4                  | 1                  | 0                     | 0                     | 39    | 10    |
| Ренн                    | 2007/08                 | Лига 1                  | 37                     | 7                      | 4                  | 1                  | 6                     | 0                     | 47    | 8     |
| Ренн                    | 2008/09                 | Лига 1                  | 27                     | 8                      | 5                  | 4                  | 3                     | 0                     | 35    | 12    |
| Ренн                    | 2009/10                 | Лига 1                  | 23                     | 5                      | 4                  | 1                  | 0                     | 0                     | 27    | 6     |
| Всего за «Ренн»         | Всего за «Ренн»         | Всего за «Ренн»         | 169                    | 33                     | 29                 | 9                  | 14                    | 1                     | 212   | 43    |
| Олимпик (Лион)          | 2010/11                 | Лига 1                  | 33                     | 6                      | 3                  | 1                  | 8                     | 1                     | 44    | 8     |
| Олимпик (Лион)          | 2011/12                 | Лига 1                  | 37                     | 9                      | 9                  | 3                  | 10                    | 2                     | 56    | 14    |
| Олимпик (Лион)          | 2012/13                 | Лига 1                  | 15                     | 1                      | 1                  | 0                  | 3                     | 1                     | 19    | 2     |
| Олимпик (Лион)          | 2013/14                 | Лига 1                  | 25                     | 6                      | 5                  | 2                  | 10                    | 1                     | 140   | 9     |
| Всего за «Олимпик» Лион | Всего за «Олимпик» Лион | Всего за «Олимпик» Лион | 110                    | 22                     | 18                 | 6                  | 31                    | 5                     | 159   | 33    |
| Ганновер 96             | 2014/15                 | Бундеслига              | 29                     | 3                      | 1                  | 0                  | 0                     | 0                     | 30    | 3     |
| Генгам                  | 2015/16                 | Лига 1                  | 35                     | 7                      | 3                  | 1                  | 0                     | 0                     | 38    | 8     |
| Генгам                  | 2016/17                 | Лига 1                  | 34                     | 12                     | 0                  | 0                  | 0                     | 0                     | 34    | 12    |
| Генгам                  | 2017/18                 | Лига 1                  | 37                     | 11                     | 3                  | 0                  | 0                     | 0                     | 40    | 11    |
| Всего за «Генгам»       | Всего за «Генгам»       | Всего за «Генгам»       | 106                    | 30                     | 6                  | 0                  | 1                     | 0                     | 112   | 31    |
| Бордо                   | 2018/19                 | Лига 1                  | 31                     | 7                      | 4                  | 1                  | 7                     | 3                     | 42    | 11    |
| Всего                   | Всего                   | Всего                   | 445                    | 95                     | 58                 | 17                 | 52                    | 9                     | 555   | 121   |